# Subba Row

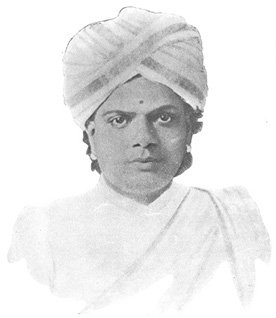
Imagen de Subba Row.

Tallapragada Subba Row (Kakinada, 6 de julio de 1856 - 24 de junio de 1890) nació en el seno de una familia advaita en Godavari (India).
En 1876 se casó con Sundaramma, hija de su tía materna. Estudió Derecho en la Universidad de Madrás y luego se tornó un destacado abogado. Podría haber ganado mucho dinero en esa profesión, si no fuese por la irresistible atracción que sentía por la filosofía oculta, a la cual dedicó la mayor parte de su atención hasta el final de su corta vida, en 1890.
Subba Row adoptaba como sistema filosófico espiritual la Taraka Raja Yoga, un sistema brahmán de Yoga.
En las palabras de Subba Row: «Taraka Raja Yoga es, como si fuese, el centro y el corazón de la filosofía Vedanta, siendo que, en sus aspectos más elevados, es decididamente la parte más importante de la antigua Religión-Sabiduría. Actualmente, se conoce muy poco de ello en la India. Lo que usualmente se ve en los libros comúnmente leídos, da solo una idea muy inadecuada de su alcance o de su importancia. En verdad, entretanto, es una de las siete principales ramas en las cuales toda la ciencia oculta está dividida, y de donde derivan, de acuerdo con todas las narraciones, los “hijos de la llama” de la misteriosa tierra de Shamballa».
Helena Blavatsky se relacionó con Subba Row luego que este escribiera un interesante artículo en The Theosophist sobre los doce signos del zodíaco.
Tras su muerte, la Sociedad Teosófica comenzó a otorgar un premio especial llamado «Subba Row Award» a aquellos escritores teosóficos que se destacaban especialmente.
- Datos: Q2708216
- Multimedia: T. Subba Row / Q2708216